# 兴化县 (福建)
兴化县是中国福建省历史上的一个县，设于宋朝太平兴国四年（979年）。979年—983年，为兴化军（今莆田市）的所在地。于明朝正统十三年（1448年）时被被廢除，轄區一分為二，分別併入莆田縣與仙遊縣。其管辖范围相当于今莆田涵江区的白沙镇、庄边镇、新县镇，仙游县的游洋镇、钟山镇、石苍乡、菜溪乡还有福州永泰县、福清市的一些村庄。县治初在游洋镇，后迁至今新县镇。

## 下辖地区
980年时，兴化县辖3乡11里：
| 县     | 乡     | 里                                     |
| ------ | ------ | -------------------------------------- |
| 兴化县 | 永贵乡 | 兴泰里、来苏里、浔阳里、兴建里、福兴里 |
| 兴化县 | 武化乡 | 广业里、崇仁里、安仁里                 |
| 兴化县 | 长乐乡 | 清源东里、清源中里、清源西里           |